# 軟式globe
軟式globe（なんしきグローブ）は、男女2人組の音楽ユニット。かつてTBS系列で放送されていたバラエティ番組『学校へ行こう!』内の企画「B-RAP HIGH SCHOOL」に出演していた。登場回数は20回（2002年6月 - 2003年3月）。その後解散するが、新しいメンバーを迎えて「新生 軟式globe」として再結成を果たした。その後は「軟式globe。'15」→「軟式globe。'14」→「軟式globe。'13」→「軟式globe。'12」→「軟式globe。'11」とグループ名を改名している。

## メンバー
- パークマンサー（Parc Manther）

本名は三箇 一稔（さんが かずとし、1978年5月1日（46歳） -  ）。ラップ担当。ダンスグループ「ダンシング刑事」に所属し、ダンシング刑事という芸名でも活動していた。2013年より三代目パークマンサーと名乗っているが、パークマンサー（初代）と同一人物である。なお、二代目は不明。
アフロヘアーが特徴。名前はglobeラップ担当のマーク・パンサーの「マ」と「パ」を入れ替えた（スプーナリズム）もので、初登場で自己紹介した際、現場とスタジオ双方で爆笑された。
最初はラップもダンスも低いテンションのまま行っていたが、後に吹っ切れたように弾けたダンスやラップを披露するようになった。
KOIKEのことが好きで本番中にラップに乗せて告白したが、失敗した。ただし、本人が全てネタであったことを暴露している。「KOIKEと結婚して婿養子になったらKOIKEマンサー」と語っており、「パーク」が苗字の模様。
2020年よりTikTokで新ネタを披露している。
- TK

天麩羅くん（てんぷらくん）。イタリアンレストランの看板犬。

### 旧メンバー
KOIKE（初代）
- 本名は鋤柄 茉美（すきがら まみ、1984年4月19日（40歳） -  ）

ボーカル担当。ダンスグループ「ダンシング刑事」に所属し、おとなし刑事（スケバン刑事）という芸名でも活動していた。
名前の元ネタは「KEIKO」。パークとは異なり、V6の問いかけに愛想良く答える。普段はパークの派手なダンスに動じず淡々と歌唱している。
軟式globe解散後は本名で芸能活動を行っていたが、2005年に結婚し芸能界を引退。後に1度だけ軟式globeを再結成したが、継続的な活動は「子供がいるので」と拒否した。
2020年5月から6月にかけてパークマンサーのTikTokで期間限定でボーカル担当として軟式globeのネタを披露している。
KOIKE II（二代目KOIKE）
- 本名は神田 麻衣（かんだ まい、1990年4月21日（34歳） - ）

ボーカル担当。二代目ボーカルオーディションで選ばれたが、就職の都合で土日限定で活動している「週末KOIKE」。平日はOLとしてバロックジャパンリミテッドに勤務し、最終役職は同社未来政策室長で2020年退社し、一般男性と結婚。YouTubeに自身の料理動画やメイク動画を投稿するなど、YouTuber「かんだま」としても活動の幅を広げている。2019年3月29日のラストライブをもってグループを卒業。その後2020年4月頃パークマンサーのTikTokにてボーカル担当として軟式globeのネタを披露している。
平日KOIKE
- 本名は白幡 一穂（しらはた かずほ、1990年11月18日（34歳） -  ）

ボーカル担当。神田の都合により平日の活動を担当。白幡いちほの芸名でアイドルユニット「劇場版ゴキゲン帝国」のメンバーとして活動中。かつてはお笑いコンビ少女ジャンプーズとしても活動していた。2015年3月末をもってグループを脱退。

## パフォーマンス
- I'm Fallin' DNA

globeの「Love again」の曲に合わせて、KOIKEが「I'm Fallin' Love」の部分を「アホだなぁー」と歌い、その間奏部分でパークがラップを披露するもの。大半はパーク自身の失恋など恋愛に関する自虐ネタ。2、3回ほどのラップを終え、最後に1つ入れて締める。KOIKEの「アホだなぁー」の後にパークが「そうだよアホだよ」などと歌うが、内容によっては別のことを言うなど、バリエーションがある。
- KID LET DANCE

2003年から披露された。globeのデビュー曲「Feel Like dance」に合わせて、KOIKEが「Feel Like dance」の部分を「キレたー」と歌い、その間奏部分でパークがラップを披露するもの。2003年1月から4回のみ使用、4回目は「リミックスバージョン」と銘打ち、近所の子供に「アホだなをやれ」と言われたという名目で途中から曲が「I'm Fallin' DNA」に変わった。こちらも大半は自虐ネタだが、「I'm Fallin' DNA」では各ネタが独立しているがネタ同士が関連しており、ストーリー展開になっているのが特徴。

## 沿革

### 「B-RAP HIGH SCHOOL」出演時代
- 2002年6月18日放送の「B-RAP HIGH SCHOOL」で初登場を果たすと、視聴者に絶大なインパクトを残し、2002年7月16日放送の「B-RAPリクエストアワード2002」（インターネット投票）では、これまでの出演回数がわずか2回だったにもかかわらず、堂々の1位を獲得。
- 2002年9月24日放送の「B-RAP HIGH SCHOOL」では番組が仕掛けたドッキリ企画にて、globeの小室哲哉と初対面した。その際小室本人に気に入られ、「マークとの共演もいいんじゃないですか」とお墨付きをもらった。同年小室はKEIKOと結婚しており、2002年11月22日に行われた結婚式でライブを披露。このとき、マーク・パンサーも出席しており、パークマンサーとマーク・パンサーが初めて対面することに。結婚式の二次会にまで出席した。
- 2002年10月13日開催の ジャニーズ大運動会にて、紅組の応援を担当。「I'm Fallin' DNA」中の「アホだなぁー」を「アカだなぁー」に変え、白組を「アホだなぁ白（組）は本番緊張しちゃってまたドジしてる」と挑発するという名目で自虐ネタを行う特別版を披露した。
- 「B-RAPハイスクール」視聴者から不動の人気を得た軟式globeはほぼ毎回のように「B-RAP HIGH SCHOOL」に出演していたが、2003年3月27日に放送された「B-RAP HIGH SCHOOL」を最後に出演がなくなった。後に三箇は自身のブログ内で「自分がやりたいことと番組が要求することとのギャップが大きくなりすぎたため降板を申し入れた」とコメントしていたほか、雑誌の取材では「番組に出た瞬間にガーッと人気が出たが、10回くらいやったところで客も盛り下がっているのがわかった。『アホだな』という曲でやれる動きやネタもやり尽くし、『このネタを続けるのは無理』と思った。」「パークマンサーのキャラで他の番組に出るわけにもいかなかった。」とも語っており[2]、「B-RAP HIGH SCHOOL」降板後は軟式globeとしての活動はなく、事実上の解散となった。

### 「B-RAP HIGH SCHOOL」降板後～「軟式globe」再結成まで
- 軟式globe解散後、KOIKEは本名で芸能活動を行ったのち、2005年、結婚を機に芸能界を引退。パークマンサーは本名の三箇一稔名義で俳優活動をするなどしていた。
- 2007年10月16日放送の学校へ行こう!MAXで井ノ原快彦の結婚を祝福するメッセージVTRに、久しぶりに2人揃って出演。KOIKE(初代)が子どもが産まれたこと、パークマンサーとの子どもではないことを報告している。
- 三箇はこの間何度も芸名を改名しており、2009年の早稲田大学学園祭でパークマンサーとして登場した。

### 「軟式globe」再結成後
- 2013年の暮れに、三箇が「三代目パークマンサー」に改名し、2代目KOIKEを募集。初代KOIKEが審査員を務めることとなり、その際、約11年ぶりに初代KOIKEとパークマンサーが「軟式globe」として一夜限りの復活を遂げ、ニコニコ生放送でネタを披露した。このオーディションにより神田麻衣が選ばれ、新しいKOIKEを迎えて「軟式globe」が約11年ぶりに復活することとなった。しかし、神田が就職の都合で土日限定でしか活動できないことから「週末KOIKE」として活動することになったほか、平日担当として白幡いちほが選ばれ、「平日KOIKE」として活動することになった。[3]。
- 2015年4月1日、パークや神田のTwitterにて、『軟式globe。'15』とユニット名を改め(曰く「新生軟式globeを卒業し、軟式globe。'15に入学」と説明されている)、メンバーを大幅に増やしたことを発表。それにともない、白幡がユニットから脱退。
- 2015年5月23日～5月24日、名古屋市の東建ホールで開催されたアイドルイベント『NAGOYA IDOL TRIGGER→』に出演。無料写メ会も行った。
- 2015年11月3日に『学校へ行こう!』が一夜限り復活し、V6の20周年を祝うサプライズMVに「B-RAPオールスターズ」としてパークマンサー、KOIKE（初代）のほか、翔さん(男性2人組のユニット「騎士男」のうち、黒いスーツを着ている方)、MUSIA、Co.慶応、ハミデルラヴィーン、スマイル八木沢とともに出演。
- 2019年3月29日、新宿RUIDO K4でのラストライブをもってKOIKE Ⅱ（二代目KOIKE）がグループを卒業。以後、三代目パークマンサーのソロプロジェクトとなる。
- 2020年4月、パークマンサーがTikTokを開設し、現在はここで新ネタが披露されている。4月は二代目KOIKE、5月、6月は初代KOIKE、7月以降はマンスリーKOIKEと題して7月は鈴木紗理奈がボーカルを担当している。8月は本家globeのマーク・パンサーの娘MADDY（2002年 -）[4]がボーカルを担当。9月以降もMADDYが引き続き担当し「#2.5代目KOIKE」とハッシュタグがつけられている。